# Nemi
Nemi es una localidad italiana de la provincia de Roma, región de Lacio, con 1978 habitantes (2009). Ubicado casi en la zona central de las colinas Albanas, a 521 m s. n. m.; es el más pequeño de los lugares de la región conocida como los Castelli Romani.
Famoso por el cultivo de las fresas, se encuentra en posición dominante sobre el lago de Nemi o de Diana. El lago es de origen volcánico y se encuentra a pocos kilómetros del lago Albano. El centro histórico ofrece vistas panorámicas.

## Evolución demográfica

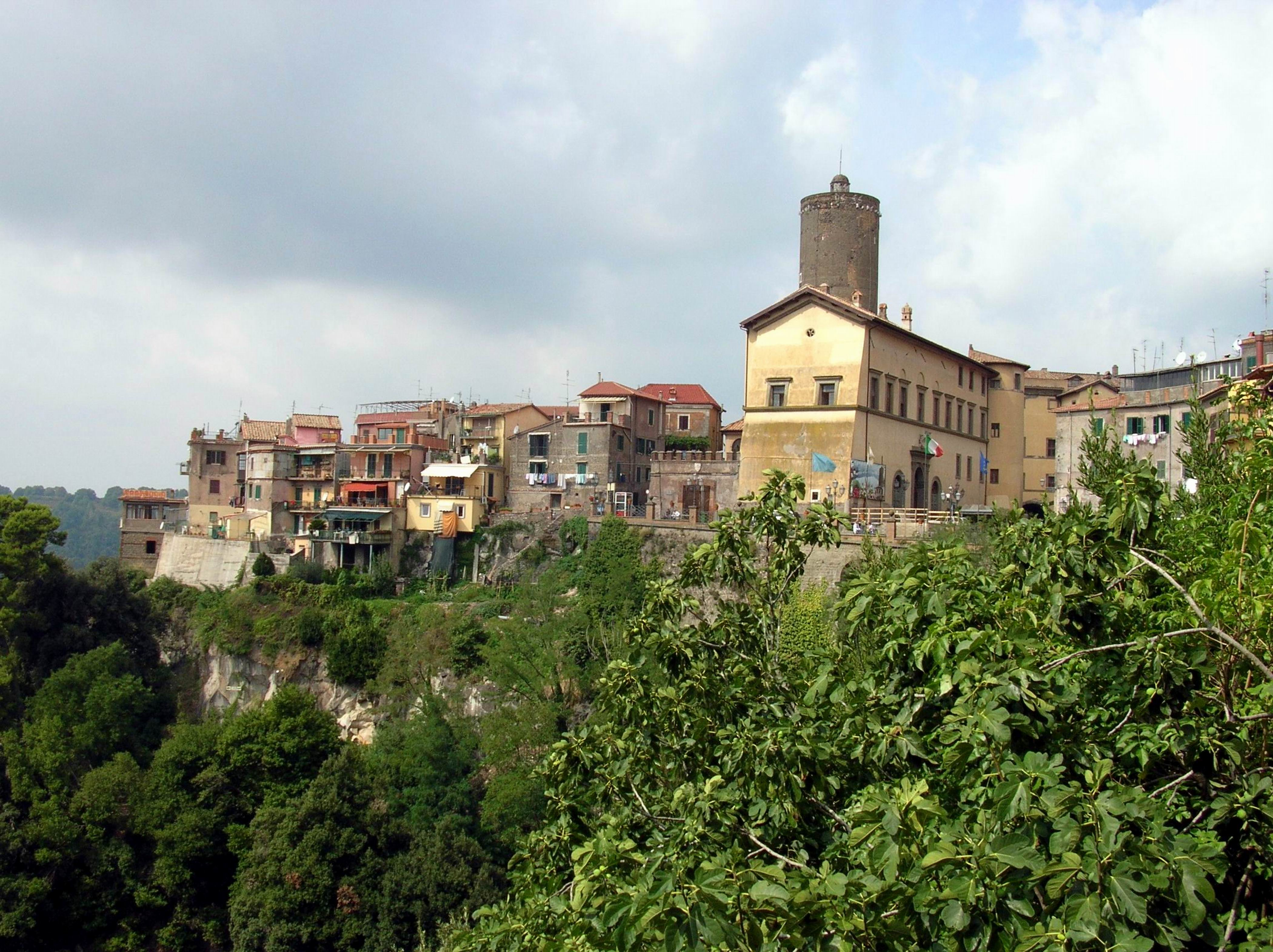
Vista de Nemi.

| Gráfica de evolución demográfica de Nemi entre 1861 y 2001 |
|                                                            |
| Fuente ISTAT — elaboración gráfica de Wikipedia            |

## Ciudades hermanadas
- Francia Ceyrat, desde 1993
- Turquía, Intepé, desde 2004